# 棕颊蜂鸟
棕颊蜂鸟（学名：Goldmania bella），是雨燕目蜂鸟科的一种鸟类。
棕颊蜂鸟体重约3.4克，翼长约51.4毫米，嘴峰长约20.2毫米，喙宽度约2.1毫米，喙厚度约2.8毫米，跗蹠长约5.1毫米，尾长约33.1毫米。棕颊蜂鸟在其分布区内为留鸟，其栖息在密集的高大树木组成的森林中，食性为草食性，主要食物来源是植物的花蜜。
棕颊蜂鸟分布于巴拿马东部和哥伦比亚西北部的高原地区。该物种是单型物种，没有亚种分化。